# Walther Kadow
Walther Kadow, född 29 januari 1860 i Hagenow, död 31 maj 1923 i Parchim, var en tysk folkskollärare som mördades av nazisterna i slutet av maj 1923 för påstått förräderi.
Kadow misstänktes ha angivit nazisten Albert Leo Schlageter till de franska ockupationsmyndigheterna i Ruhrområdet. Schlageter skall ha saboterat en järnvägssträcka i närheten av Dortmund. En fransk militärdomstol dömde Schlageter till döden och han avrättades den 26 maj 1923. Kort därefter mördades Kadow som hämnd. Rudolf Höss och Martin Bormann dömdes till 10 respektive 1 års fängelse för mordet. Kadow hade varit Bormanns lärare.